# 尤利娅·加夫里洛娃
尤利娅·彼得罗芙娜·加夫里洛娃（俄語：Юлия Петровна Гаврилова，羅馬化：Yuliya Petrovna Gavrilova，1989年7月20日—），生于新西伯利亚，俄罗斯女子佩剑运动员，2016年夏季奥林匹克运动会女子佩剑团体金牌得主。